# Dvalinn
Dvalinn was in de Noordse mythologie de dwerg die de Skíðblaðnir gebouwd heeft en de runen heeft uitgevonden aldus de Hávamál. Ook was hij verantwoordelijk voor de fabricage van enkele van de belangrijkste artefacten in de Noordse mythen.
Zo maakte hij Sifs gouden pruik, Gungnir (Odins speer), Skíðblaðnir (Baldrs schip) en Tyrfing (het magische zwaard).
Hij maakte volgens de Sörla þáttr ook (met Alfrigg, Berlingr en Grerr) Freya's wonderlijke halssnoer, Brísingamen. Freya betaalde de vier (lelijke) kunstenaars met elk een nacht in haar bed.
De naam Dvalinn is Oudnoords en betekent "de langzame" of "de slapende".
Dvalinn was ook in de Noordse mythologie een van de 4 herten die van de wereldboom Yggdrasil aten. De andere drie: Dáinn, Duneyrr en Duraþrór. Het hert Dvalinn is waarschijnlijk identiek aan het hert Dvalarr.